# Agromyza myostidis
Agromyza myostidis este o specie de muște din genul Agromyza, familia Agromyzidae, descrisă de Johann Heinrich Kaltenbach în anul 1864. Conform Catalogue of Life specia Agromyza myostidis nu are subspecii cunoscute.